# Draft 1969 de la NBA
1968 1970
La draft 1969 de la NBA est la 23e draft annuelle de la National Basketball Association (NBA), se déroulant en amont de la saison 1969-1970. Elle s'est tenue le 7 avril 1969 pour les premier et second tours et le 7 mai 1969 pour les tours suivants à New York. Cette draft se compose de 20 tours et 218 joueurs ont été sélectionnés,.
Lors de cette draft, 14 équipes de la NBA choisissent à tour de rôle des joueurs évoluant au basket-ball universitaire américain. Un joueur qui a terminé son cursus de quatre ans à l’université est admissible à la sélection. Si un joueur quitte l’université plus tôt, il n'est pas éligible pour la sélection jusqu’à ce qu'il ait obtenu son diplôme. Les deux premiers choix de la draft se décident entre les deux équipes arrivées dernières de leur division l'année précédente, à l'issue d'un pile ou face. Les choix de premier tour restant et les choix de draft sont affectés aux équipes dans l'ordre inverse de leur bilan victoires-défaites lors de la saison 1968-1969.
Elle changea radicalement le destin de deux équipes. Pour leur deuxième année d'existence, les Bucks de Milwaukee gagnent le tirage au sort contre les Suns de Phoenix pour les droits de Lew Alcindor, qui changera son nom en Kareem Abdul-Jabbar. Il remporte le titre de NBA Rookie of the Year et participe au NBA All-Star Game la même année. Abdul-Jabbar mène les Bucks au titre de champion NBA l'année suivante, en 1971 et deviendra ensuite Hall of Famer en étant le meilleur marqueur de l'histoire de la NBA avec 38 387 points.
La classe de draft accueille également deux autres joueurs au sein du Basketball Hall of Fame, avec Jo Jo White et Bob Dandridge, sélectionné au quatrième tour.

## Draft
| ^ | Signale un joueur qui a été intronisé au Basketball Hall of Fame                                                                |
| * | Signale un joueur qui a été sélectionné pour au moins un match annuel NBA All-Star Game et une récompense annuelle All-NBA Team |
| + | Signale un joueur qui a été sélectionné pour au moins un match annuel NBA All-Star Game                                         |
| m | Signale un joueur qui a remporté le titre de MVP au cours de sa carrière                                                        |
| R | Signale le joueur qui a remporté le titre de NBA Rookie of the Year                                                             |

### Premier tour
| Choix | Nom               | Position           | Nationalité | Équipe                    | Provenance                |
| ----- | ----------------- | ------------------ | ----------- | ------------------------- | ------------------------- |
| 1     | Lew Alcindor^ m R | Pivot              | États-Unis  | Bucks de Milwaukee        | Bruins d'UCLA             |
| 2     | Neal Walk         | Pivot              | États-Unis  | Suns de Phoenix           | Gators de la Floride      |
| 3     | Lucius Allen      | Meneur             | États-Unis  | SuperSonics de Seattle    | Bruins d'UCLA             |
| 4     | Terry Driscoll    | Ailier             | États-Unis  | Pistons de Détroit        | Eagles de Boston College  |
| 5     | Larry Cannon      | Arrière            | États-Unis  | Bulls de Chicago          | Explorers de La Salle     |
| 6     | Bingo Smith       | Arrière, Ailier    | États-Unis  | Rockets de San Diego      | Golden Hurricane de Tulsa |
| 7     | Bob Portman       | Ailier             | États-Unis  | Warriors de San Francisco | Bluejays de Creighton     |
| 8     | Herm Gilliam      | Arrière, Ailier    | États-Unis  | Royals de Cincinnati      | Boilermakers de Purdue    |
| 9     | Jo Jo White^      | Meneur             | États-Unis  | Celtics de Boston         | Jayhawks du Kansas        |
| 10    | Butch Beard+      | Arrière            | États-Unis  | Hawks d'Atlanta           | Cardinals de Louisville   |
| 11    | John Warren       | Pivot              | États-Unis  | Knicks de New York        | Red Storm de Saint John   |
| 12    | Willie McCarter   | Arrière            | États-Unis  | Lakers de Los Angeles     | Bulldogs de Drake         |
| 13    | Bud Ogden         | Ailier             | États-Unis  | 76ers de Philadelphie     | Broncos de Santa Clara    |
| 14    | Mike Davis        | Arrière            | États-Unis  | Bullets de Baltimore      | Virginia Union University |
| 15    | Rick Roberson     | Ailier fort, Pivot | États-Unis  | Lakers de Los Angeles     | Bearcats de Cincinnati    |

### Deuxième tour
| Choix | Nom                       | Nationalité | Équipe                           | Provenance        |
| ----- | ------------------------- | ----------- | -------------------------------- | ----------------- |
| 16    | Simmie Hill (ailier)      | États-Unis  | Bulls de Chicago (de Phoenix)    | West Texas State  |
| 17    | Bob Greacen (ailier)      | États-Unis  | Bucks de Milwaukee               | Rutgers           |
| 18    | Ronald Taylor (pivot)     | États-Unis  | SuperSonics de Seattle           | USC               |
| 19    | Willie Norwood (ailier)   | États-Unis  | Pistons de Détroit               | Alcorn A&M        |
| 20    | Ken Spain (pivot)         | États-Unis  | Bulls de Chicago                 | Houston           |
| 21    | Bernie Williams (arrière) | États-Unis  | Rockets de San Diego             | La Salle          |
| 22    | Ed Siudet                 | États-Unis  | Warriors de San Francisco        | Holy Cross        |
| 23    | Johnny Baum (ailier)      | États-Unis  | Bulls de Chicago (de Cincinnati) | Temple            |
| 24    | Gene Williams (ailier)    | États-Unis  | Suns de Phoenix (de Boston)      | Kansas State      |
| 25    | Wally Anderzunas (pivot)  | États-Unis  | Hawks d'Atlanta                  | Creighton         |
| 26    | Bill Bunting (ailier)     | États-Unis  | Knicks de New York               | North Carolina    |
| 27    | Dick Garrett (arrière)    | États-Unis  | Lakers de Los Angeles            | Southern Illinois |
| 28    | Willie Taylor             | États-Unis  | 76ers de Philadelphie            | LeMoyne-Owen      |
| 29    | Willie Scott              | États-Unis  | Bullets de Baltimore             | Alabama State     |

### Autres joueurs notables sélectionnés plus bas
| Choix  | Nom                      | Nationalité | Équipe             | Provenance    |
| ------ | ------------------------ | ----------- | ------------------ | ------------- |
| 34 (3) | Norm Van Lier* (meneur)  | États-Unis  | Bulls de Chicago   | Saint Francis |
| 45 (4) | Bob Dandridge^ (arrière) | États-Unis  | Bucks de Milwaukee | Norfolk State |
| 61 (5) | Steve Mix+ (ailier)      | États-Unis  | Pistons de Détroit | Toledo        |